# Senostoma nigrospiraculum
Senostoma nigrospiraculum là một loài ruồi trong họ Tachinidae.